# Cratere Tanit
Tanit è un cratere sulla superficie di Ganimede.